# Кенгуроподобни
Кенгуроподобни (на латински: Macropodiformes) е един от трите подразреда на разред Двурезцови торбести. представен от кенгурута, валабита и плъховидни кенгурута.

## Класификация
Подразред Macropodiformes
- Семейство †Balbaridae
- Семейство Hypsiprymnodontidae
  - Род Hypsiprymnodon
    - Hypsiprymnodon moschatus

  - Род †Ekaltadeta
  - Род †Jackmahoneyi
  - Род †Propleopus
- Надсемейство Macropodoidea
  - Род †Wakiewakie
  - Род †Purtia
  - Род †Ngamaroo[2]
- Семейство ?†Ganguroo
  - †Ganguroo bilamina
- Семейство ?†Galanarla
  - †Galanarla tessalata
- Семейство Macropodidae, Кенгурови
  - Род †Watutia
  - Род †Dorcopsoides
  - Род †Kurrabi
  - Подсемейство †Potoroinae
  - Подсемейство Lagostrophinae[3]
  - Подсемейство Sthenurinae
  - Подсемейство †Balbarinae
  - Подсемейство Macropodinae
- Семейство Potoroidae, Плъховидни кенгурута
  - Род ?†Palaeopotorous
  - Подсемейство †Bulungamayinae
    - Род †'Wabularoo
      - †Wabularoo hilarus
      - †Wabularoo naughtoni

    - Род †Bulungamaya

  - Подсемейство Potoroinae
    - Род Aepyprymnus
      - Aepyprymnus rufescens

    - Род Bettongia
      - Bettongia gaimardi
      - Bettongia lesueur
      - Bettongia penicillata
      - Bettongia tropica
      - †Bettongia moyesi

    - Род Caloprymnus
      - Caloprymnus campestris

    - Род Potorous
      - Potorous longipes
      - †Potorous platyops
      - Potorous tridactylus
      - Potorous gilbertii

    - Род †Gumardee
      - †Gumardee pascuali

    - Род †Milliyowi
      - †Milliyowi bunganditj